# Grande marcia nel ghiaccio siberiano
La Grande marcia nel ghiaccio siberiano in russo Великий Сибирский Ледяной поход, Velikij sibirskij ledjanoj pochod? fu la ritirata invernale delle truppe dell'Armata Bianca di Vladimir Kappel' nel corso della Guerra civile russa, tra il gennaio e il febbraio del 1920.

## Storia
Dopo che l'esercito Bianco, comandato dall'ammiraglio Aleksandr Vasil'evič Kolčak, abbandonò Tomsk e Omsk e fuggì verso est lungo la ferrovia Transiberiana, si stanziò sulle rive del Lago Bajkal, nei pressi di Irkutsk. Con l'Armata Rossa che l'incalzava, i Bianchi furono costretti a fuggire verso la Cina, attraversando il lago ghiacciato con temperature sottozero. All'incirca 30.000 soldati dell'Armata Bianca (metà dei quali malati o feriti), le loro famiglie e tutto quello che possedevano, insieme all'oro dello zar che custodivano, si diressero allora sulla superficie ghiacciata verso la Transbajkalia.
Poiché i venti artici soffiavano ininterrottamente sopra il lago, molti dei soldati e delle loro famiglie morirono congelati. I loro corpi rimasero in tale stato per tutto l'inverno finché, con l'avvento della primavera, scomparvero nelle profondità del Baikal. 
La marcia non terminò sul Bajkal e lo stesso generale Kappel' condusse i sopravvissuti verso Irkutsk. Nel vano tentativo di salvare dalla fucilazione l'ammiraglio Kolčak, imprigionato a Irkutsk il 14 gennaio 1920, Kappel' tentò la rischiosa attraversata del fiume Kan, il cui ghiaccio è molto sottile in inverno a causa delle sorgenti d'acqua calda. In quell'occasione, il cavallo di Kappel' cadde nelle acque ghiacciate, trascinando il generale con lui. Riscosso dai suoi, Kappel' ebbe entrambe le gambe irrimediabilmente gelate e gli vengono amputati il piede sinistro e le dita della mano destra con un coltello. A seguito, contrasse la polmonite e morì il 26 gennaio, dopo aver continuato la marcia alla testa delle sue truppe, legato al proprio cavallo per non cadere.